# Arrondissement di Namur
L'arrondissement di Namur (in francese Arrondissement de Namur, in olandese Arrondissement Namen) è una suddivisione amministrativa belga, situata nella provincia di Namur e nella regione della Vallonia.

## Composizione
L'arrondissement di Namur raggruppa 16 comuni:
- Andenne
- Assesse
- Éghezée
- Fernelmont
- Floreffe
- Fosses-la-Ville
- Gembloux
- Gesves
- Jemeppe-sur-Sambre
- La Bruyère
- Mettet
- Namur
- Ohey
- Profondeville
- Sambreville
- Sombreffe

## Società

### Evoluzione demografica
Abitanti censiti
- Fonte dati INS - fino al 1970: 31 dicembre; dal 1980: 1º gennaio